# 妙福寺 (練馬区)
妙福寺（みょうふくじ）は、東京都練馬区南大泉5丁目にある日蓮宗の寺院。旧本山は大本山法華経寺、達師法縁。

## 歴史
当寺院は、もともとは嘉祥3年(850年)に慈覚大師円仁よって創建された天台宗の寺院である。当時は寺院名は慈覚山大覚寺といった。
その後、弘安5年(1282年）下総国(現在の千葉県)にある法華経寺の日高がこの地を訪れ日蓮宗の教えを地元の農民などに説法した。そして、当地に要法下種山(ようぼうげしゅざん)妙福田寺という日蓮宗の庵を造った。
そして元亨2年(1322年)、大覚寺住職日延は法華経寺の日祐の教えを受け、大覚寺と妙福田寺を合併して、妙福寺とした上で、日蓮宗に改宗した。
当初は法種山(ほっしゅざん)と名乗っていたが、後に法華経寺の貫主が当寺の住職を兼任してきたため、法華経寺のある下総国・中山に因んで「西の中山」と称するようになり、山号も西中山と名乗るようになった。妙福寺は当地における日蓮宗寺院の代表的な存在になった。
江戸時代になると徳川将軍家から祈願所とされ、21石5斗の朱印地を授かり格式ある寺院になった。

## 主な施設
- 仁王門
- 祖師堂

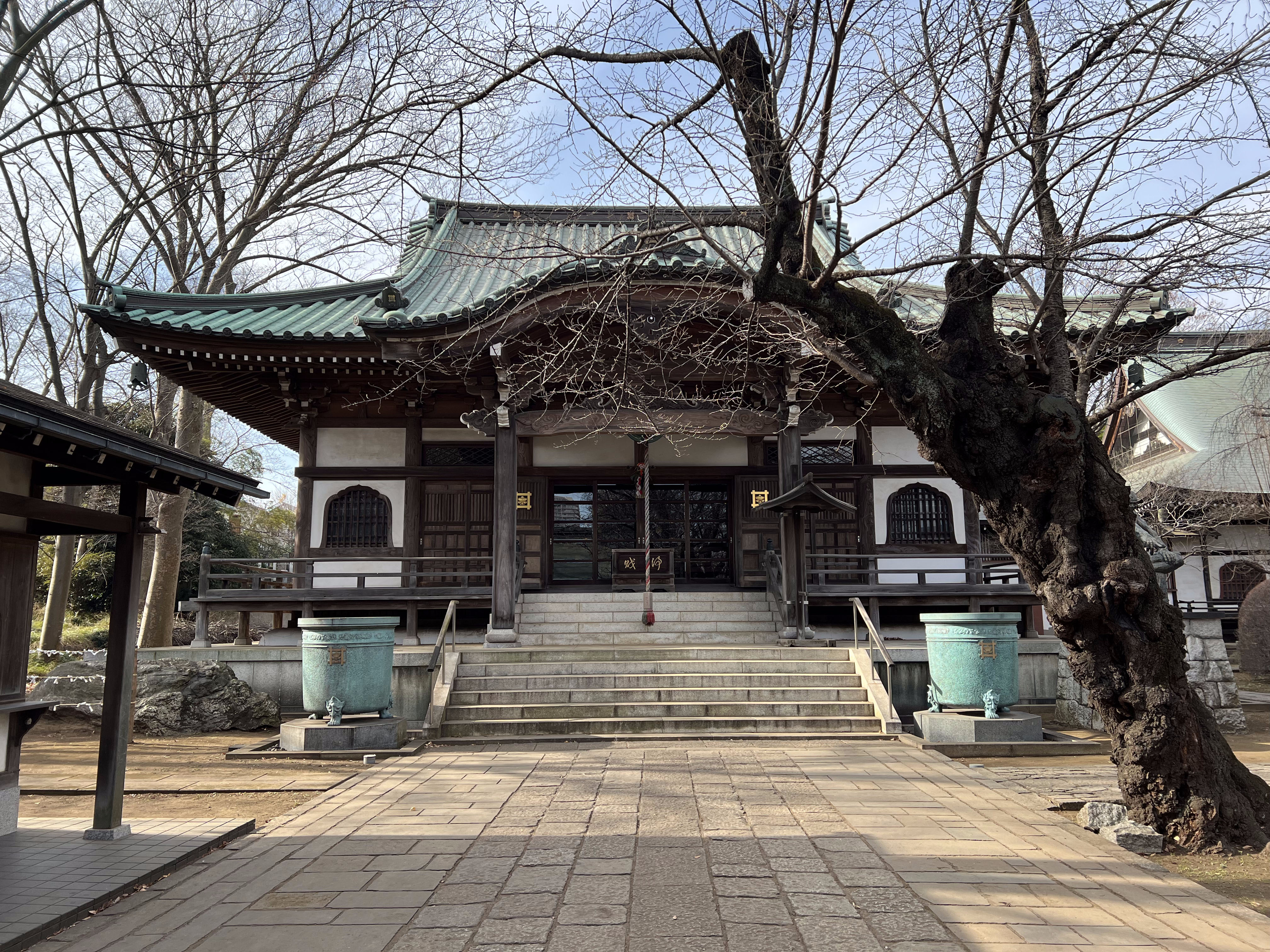
本堂
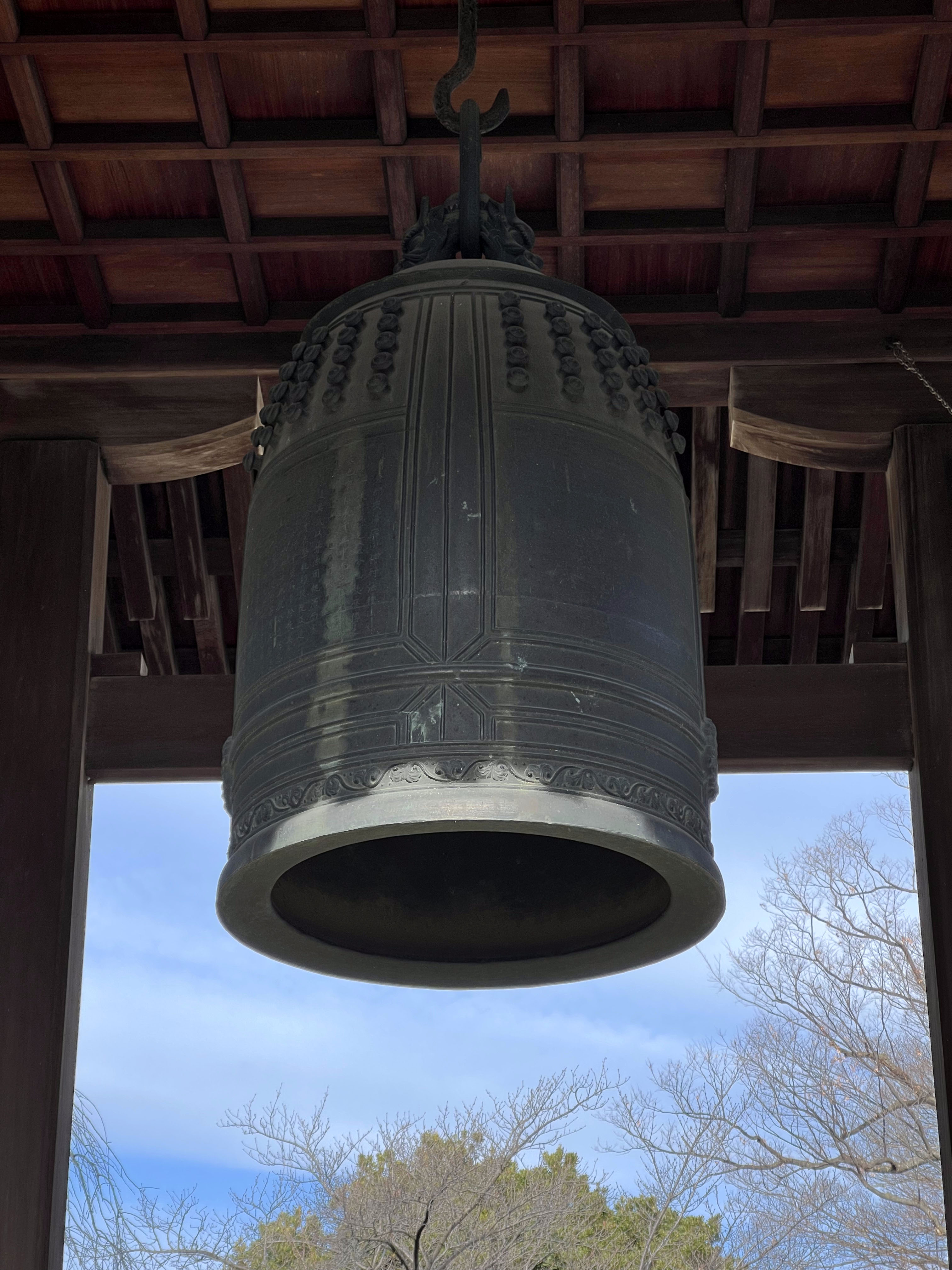
梵鐘

- 客殿
- 鐘楼
- 三十番神宮
- 鬼子母神堂
- 本應院（檀信徒会館。葬儀施設あり）
- 墓地

- 本堂
- 梵鐘

## 文化財
練馬区指定有形文化財
- 妙福寺文書（1992年指定）[4]
- 妙福寺の梵鐘（1997年指定）[5]

練馬区登録有形文化財
- 妙福寺の駕籠（2012年登録）[6]

練馬区登録有形民俗文化財
- 福徳元年の月待板碑（2008年登録）[7]

## 旧末寺
日蓮宗は昭和16年に本末を解体したため、現在では、旧本山、旧末寺と呼びならわしている。
- 法光山善行院(練馬区大泉学園町)塔頭
- 新井山大乗院(練馬区西大泉)塔頭
- 井口山慈宏寺(杉並区宮前)
- 法耀山本立寺(練馬区関町北)
- 佛種山蓮乗寺(武蔵野市吉祥寺本町)
- 保谷山福泉寺(西東京市下保谷)

## 近隣施設
- 妙福寺保育園(隣接してある保育園。1960年開園。当寺院が母体になっている。)[3]
- タウンテニス大泉学園(テニス教室)
- 東京陶芸倶楽部
- 大泉クラフトハウス

## ギャラリー

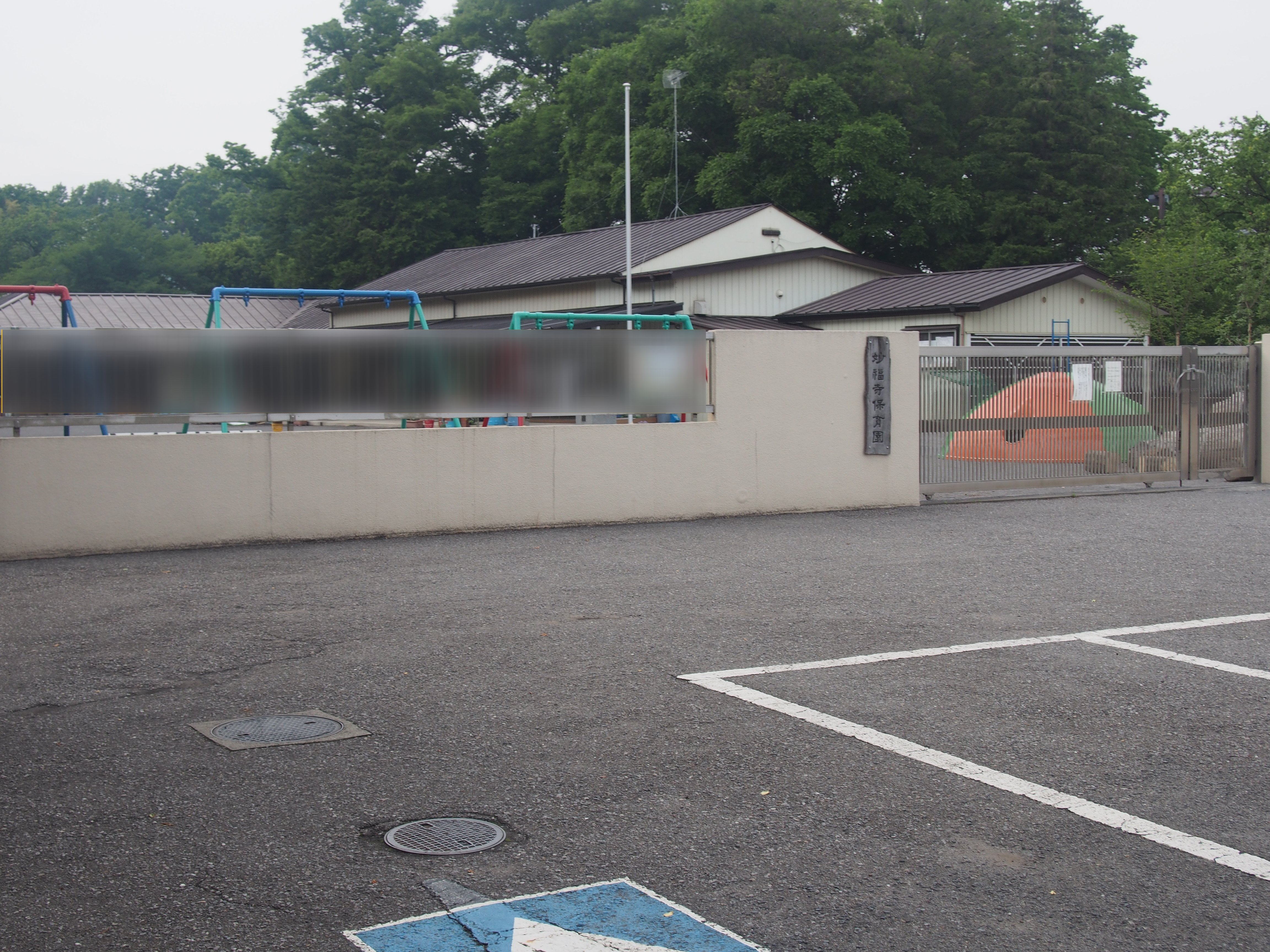
妙福寺保育園
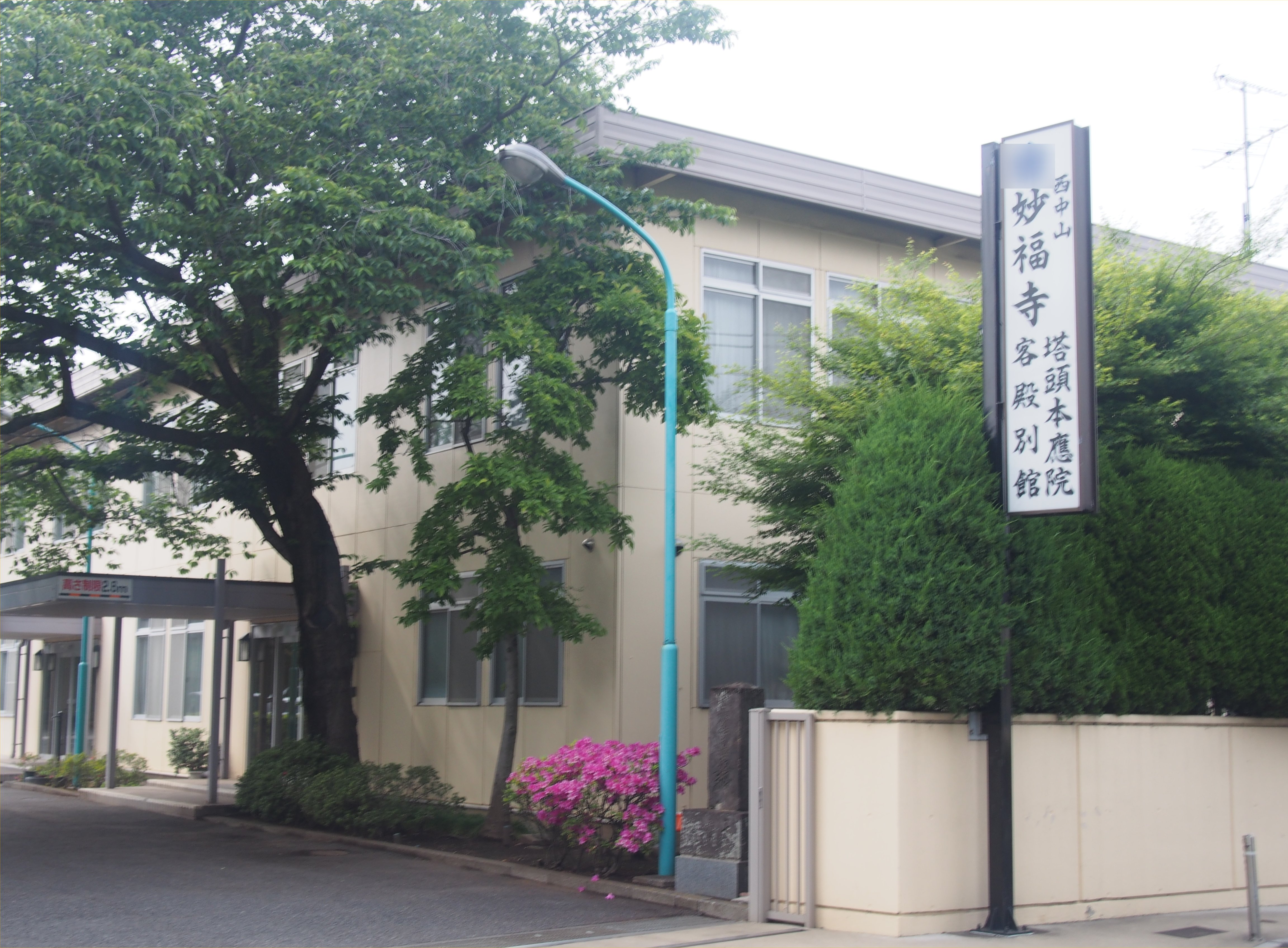
本應院
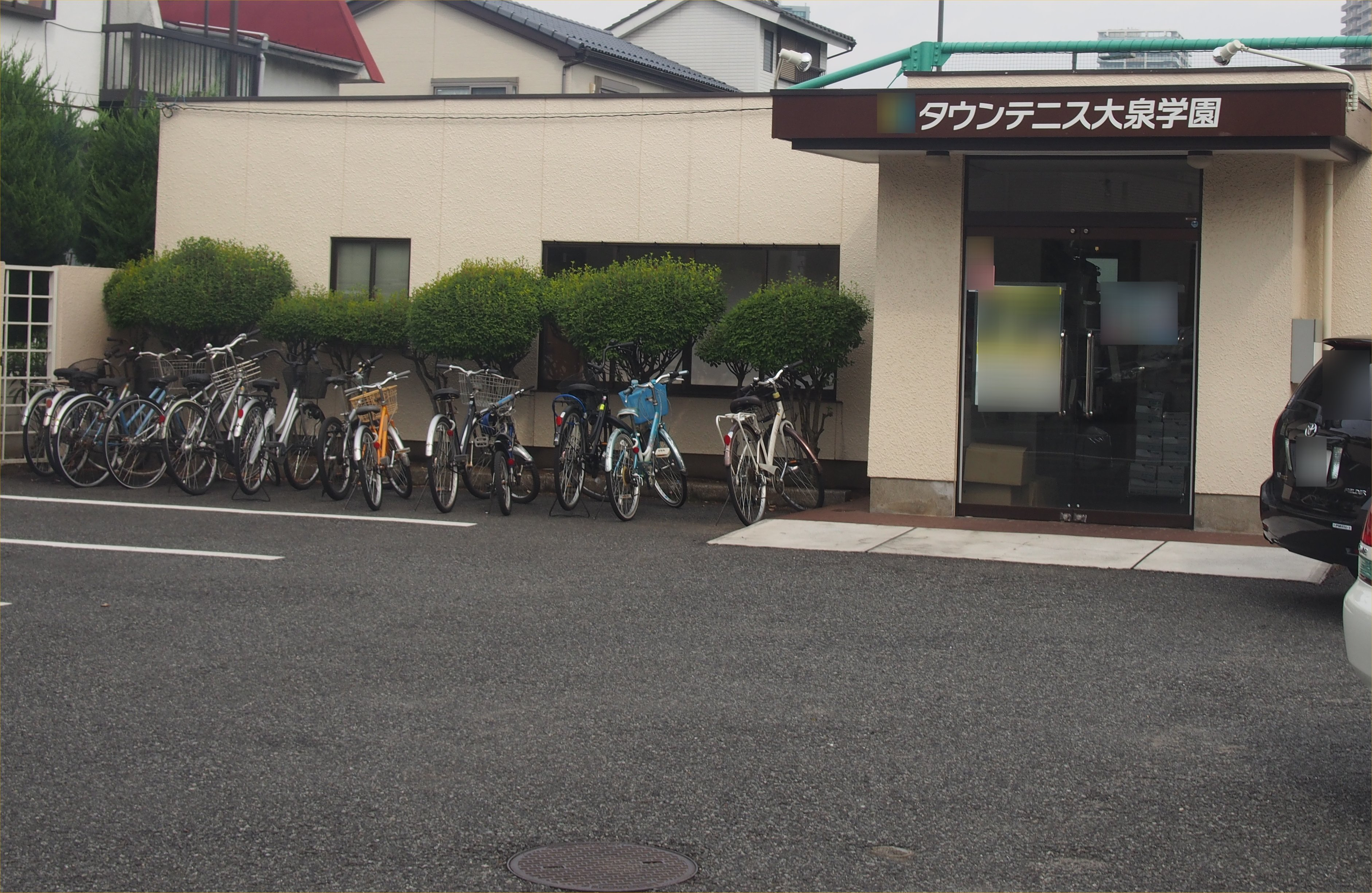
タウンテニス大泉学園

## アクセス
- 西武池袋線大泉学園駅北口より徒歩12分。または当駅よりコミュニティバス「みどりバス」妙福寺前下車すぐ。
- 拝観は無料。日中の時間帯のみ受け付け。
- 駐車施設:あり(檀信徒のみ)